# Stefan Knežević
Stefan Knežević (* 30. Oktober 1996 in Luzern) ist ein Schweizer Fussballspieler mit serbischen Wurzeln, der seit Sommer 2024 beim FC Luzern unter Vertrag steht.

## Karriere

### Verein
Seine Juniorenzeit verbrachte Stefan Knežević beim FC Hitzkirch, beim SC Kriens und beim FC Luzern. Im Sommer 2014 wurde Knežević bis Ende Juni 2015 an den SC Buochs in die 2. Liga interregional ausgeliehen, trainierte aber weiterhin zusätzlich mit der U-21 des FC Luzern. Im Sommer 2016 schaffte er den Sprung ins Kader der 1. Mannschaft des FC Luzern in die Super League. Knežević absolvierte sein erstes Pflichtspiel für die 1. Mannschaft am 27. Oktober 2016 im Schweizer Cups, beim Auswärtssieg gegen den FC Köniz.
In der Schweizer Super League debütierte er am 9. April 2017 beim Auswärtsspiel beim FC Vaduz, wo er gleich durchspielte. Am 22. April schoss Knežević sein erstes Meisterschaftstor in der Super League. Am 15. September 2017 verlängerte Knežević seinen Vertrag vorzeitig bis Ende Juni 2020. Ende November 2018 beim Heimspiel gegen den FC Basel erlitt Knežević einen Kreuzbandriss und fiel bis zum Ende der Saison 2018/19 aus. Am 12. Juni 2019 verlängerte der FC Luzern den Vertrag mit Knežević vorzeitig bis Ende Juni 2022. Zum Abschluss gewann er mit Luzern den Schweizer Cup 2020/21.
Mitte Juni 2021 wechselte er zur neuen Saison zum belgischen Erstdivisionär Sporting Charleroi, bei dem er einen Vertrag mit einer Laufzeit von drei Jahren und der Option der Verlängerung um ein weiteres Jahr unterschrieb. In seiner ersten Saison bestritt er 37 von 40 möglichen Ligaspielen, in denen er ein Tor schoss.
In der nächsten Saison waren es nur 15 von 34 möglichen Ligaspielen. Von Mitte August 2022 bis Ende Januar 2023 fiel er (abgesehen von einem Spiel, bei dem er kurz vor Ende zur Probe eingewechselt wurde) wegen einer Knieverletzung aus. Zur Wiedereingliederung bestritt er im Januar 2023 zwei Spiele bei der U 23-Mannschaft, die in der 1. Division Amateure spielt. In der Saison 2023/24 kam er infolge dreier Verletzungen auf 12 von 36 möglichen Ligaspielen, zwei Pokalspielen und wechselte anschließend wieder zurück in seine Heimat zum FC Luzern.

### Nationalmannschaft
Knežević absolvierte 2018 drei Partien für die Schweizer U-21-Nationalmannschaft, zwei davon in der EM-Qualifikation gegen Portugal (2:4) und Wales (1:3).

## Titel und Erfolge

### FC Luzern
- Schweizer Cup: 2020/21